# Monorotaia di Torino
La monorotaia di Torino fu un sistema di trasporto ferroviario realizzato dalla Alweg a Torino nel 1961, in occasione dell'Esposizione Internazionale del Lavoro e della contemporanea celebrazione del centenario dell'Unità d'Italia.

## Storia

### Progetto e realizzazione

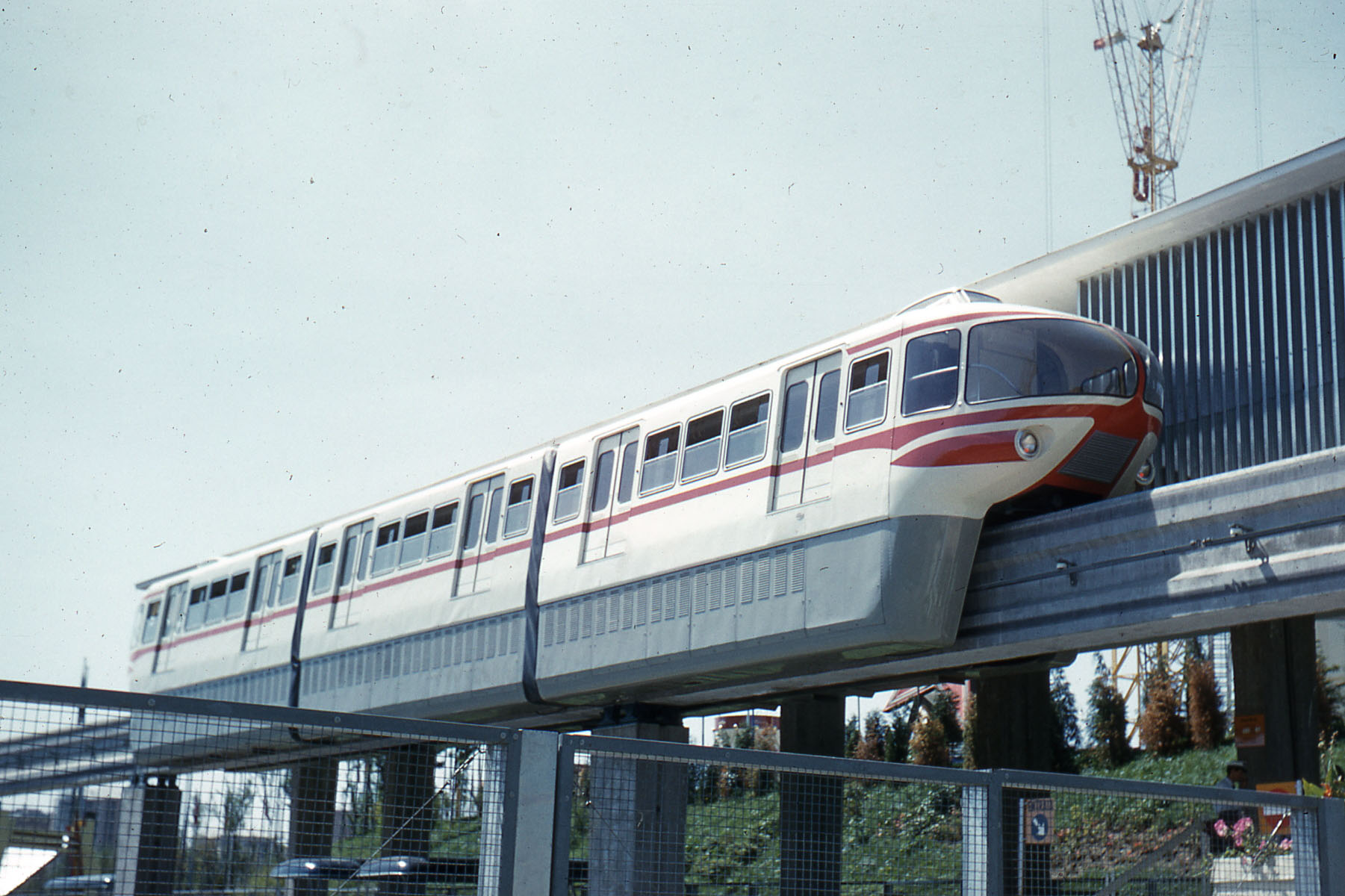
Il convoglio della monorotaia durante il suo servizio a Italia '61

Il tracciato di questa ferrovia monorotaia a sella, sita nel quartiere Italia '61, si estendeva per circa 1 800 metri su un viadotto, di forma rettangolare, in cemento armato sopraelevato, sostenuto da piloni tronchi conici anch'essi in cemento armato. Il viadotto aveva il compito di sostegno, di guida e di alimentazione elettrica del convoglio. Quest'ultima era realizzata mediante bandelle metalliche poste sui fianchi del viadotto alimentate in corrente continua alla tensione di 600 volt.
Le due stazioni, poste all'inizio e alla fine del tracciato, erano costituite da piattaforme sopraelevate che permettevano ai passeggeri l'accesso alla monorotaia. Il tracciato era tutto in linea retta all'infuori di un tratto dove, con un'ampia curva, attraversava un laghetto artificiale.
Il convoglio era composto da tre tronconi uniti tra loro con giunti articolati che portavano alle due estremità le cabine panoramiche di testa di forma arrotondata. Le casse erano sostenute da carrelli con ruote gommate di tipo automobilistico, ad asse orizzontale per la trazione e ad asse verticale per l'assetto e la guida del convoglio. La velocità massima del convoglio è di 90 km/h, ma normalmente viaggiava a 50 km/h per permettere di ammirare il paesaggio attorno. I posti a sedere erano 80 e in piedi 120. Dato che il convoglio era costruito in lega leggera, la massa ammontava a sole 38 tonnellate. Il treno era lungo 30 m, largo 3 m e alto 4,5 m.
I motori elettrici di trazione, in corrente continua, erano del tipo a eccitazione in serie ed erano regolati mediante indebolimento di campo e variazione di collegamento serie/parallelo, da un controller elettropneumatico P.C.M. La potenza di un motore elettrico era di 113 kW.
I servizi ausiliari erano garantiti da batterie di accumulatori al piombo che venivano ricaricate mediante gruppi composti da motore/dinamo.
Il rallentamento e la frenatura del convoglio veniva eseguita mediante frenatura elettrica, con il collegamento dei motori ad appositi reostati e frenatura pneumatica, mediante freni a disco di tipo automobilistico. Il convoglio era predisposto per la trazione in multiplo, cioè più unità agganciate tra loro, comandate da un'unica cabina : questo fatto, considerato l'epoca, era innovativo.

### Abbandono e sviluppi seguenti
La monorotaia cessò l'esercizio pochi mesi dopo il termine della manifestazione. Fu nuovamente utilizzata durante le primavere e le estati del biennio seguente, soprattutto a uso delle scolaresche, venendo posta definitivamente in disuso al termine del novembre 1963, dopo lunghi dibattiti all'interno del Consiglio Comunale.
Il convoglio rimase abbandonato e non custodito per sedici anni all'interno della stazione Nord, preda di sbandati di vario tipo. Un'ispezione casuale nel 1980 rivelò che il veicolo era stato depredato da ignoti di vari componenti (verosimilmente rivenduti sottobanco), e poi gravemente danneggiato in un incendio appiccato da altri sconosciuti, rogo che peraltro aveva reso inagibile la stazione stessa. L'anno dopo, infine, il mezzo venne definitivamente asportato e smantellato.
Con il passare degli anni il viadotto venne tagliato (con strascichi di polemiche sullo smaltimento improprio delle strutture), finché nel 1994, a seguito di alcune cadute di calcinacci, venne rimosso quasi integralmente eccetto un breve tratto posto sopra il laghetto (14 campate su 58 totali), mentre entrambe le stazioni rimasero inalterate, di cui la nord ben visibile da corso Unità d'Italia.
A inizio anni 2000, lungo il tratto del viadotto sul laghetto, fu installata permanentemente dai Murazzi del Po l'opera Luce Fontana Ruota di Gilberto Zorio, realizzata per la seconda edizione delle Luci d'Artista (1999-2000).
Nel 2006, in occasione dei XX Giochi olimpici invernali, il Comune di Torino decise per il recupero e il cambio di destinazione d'uso della stazione Nord: l'edificio, che ha preso il nuovo nome di stazione Regina, è da allora sede, in comodato d'uso, della "Casa UGI"  che ospita i bambini in cura presso l'Ospedale infantile Regina Margherita, assieme ai loro familiari.

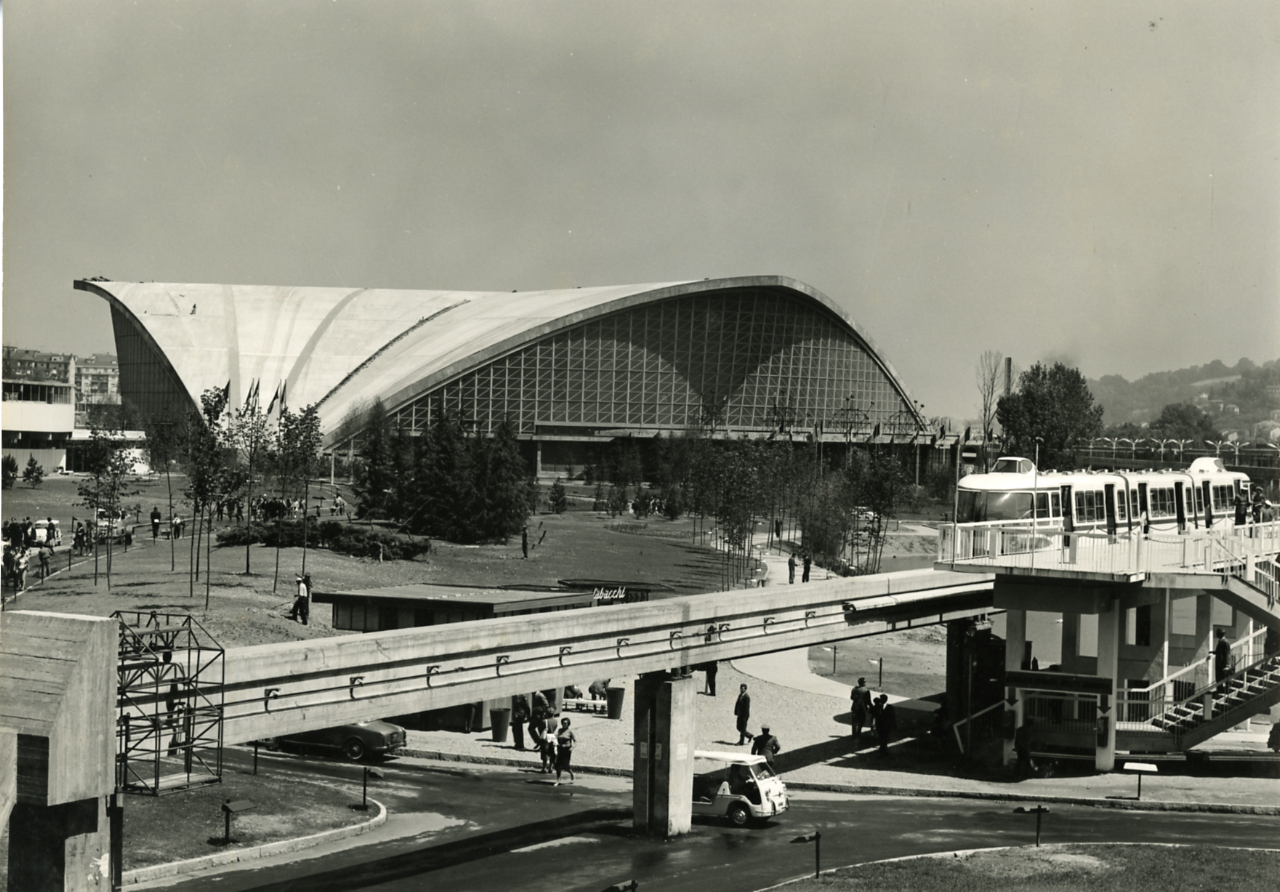
Panoramica dell'area della fiera, con la monorotaia in sosta, sullo sfondo del Palazzo a Vela. Foto di Paolo Monti, 1961
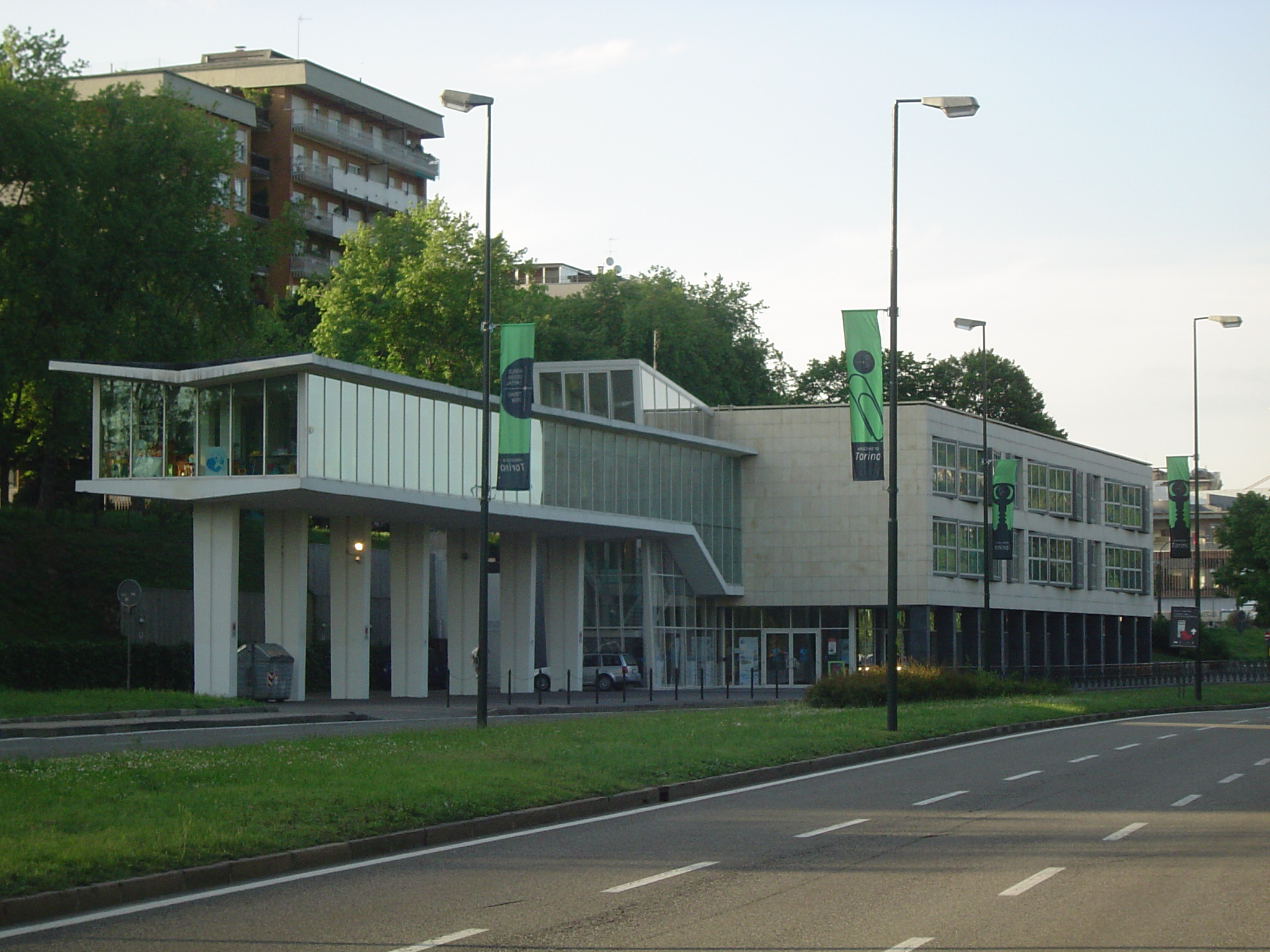
La vecchia stazione Nord, oggi nota come Casa UGI, dopo la riqualificazione del 2006
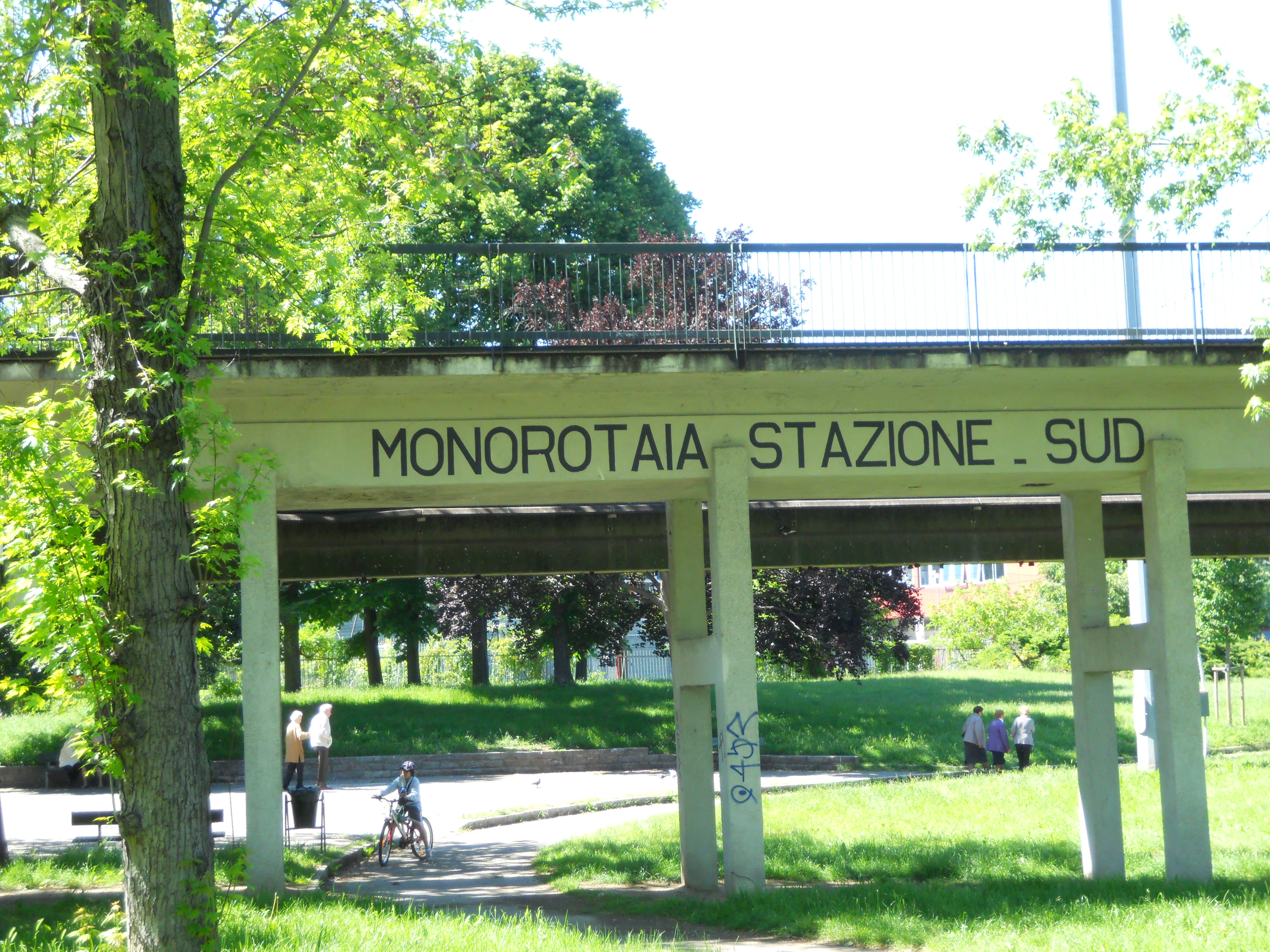
Resti della stazione Sud
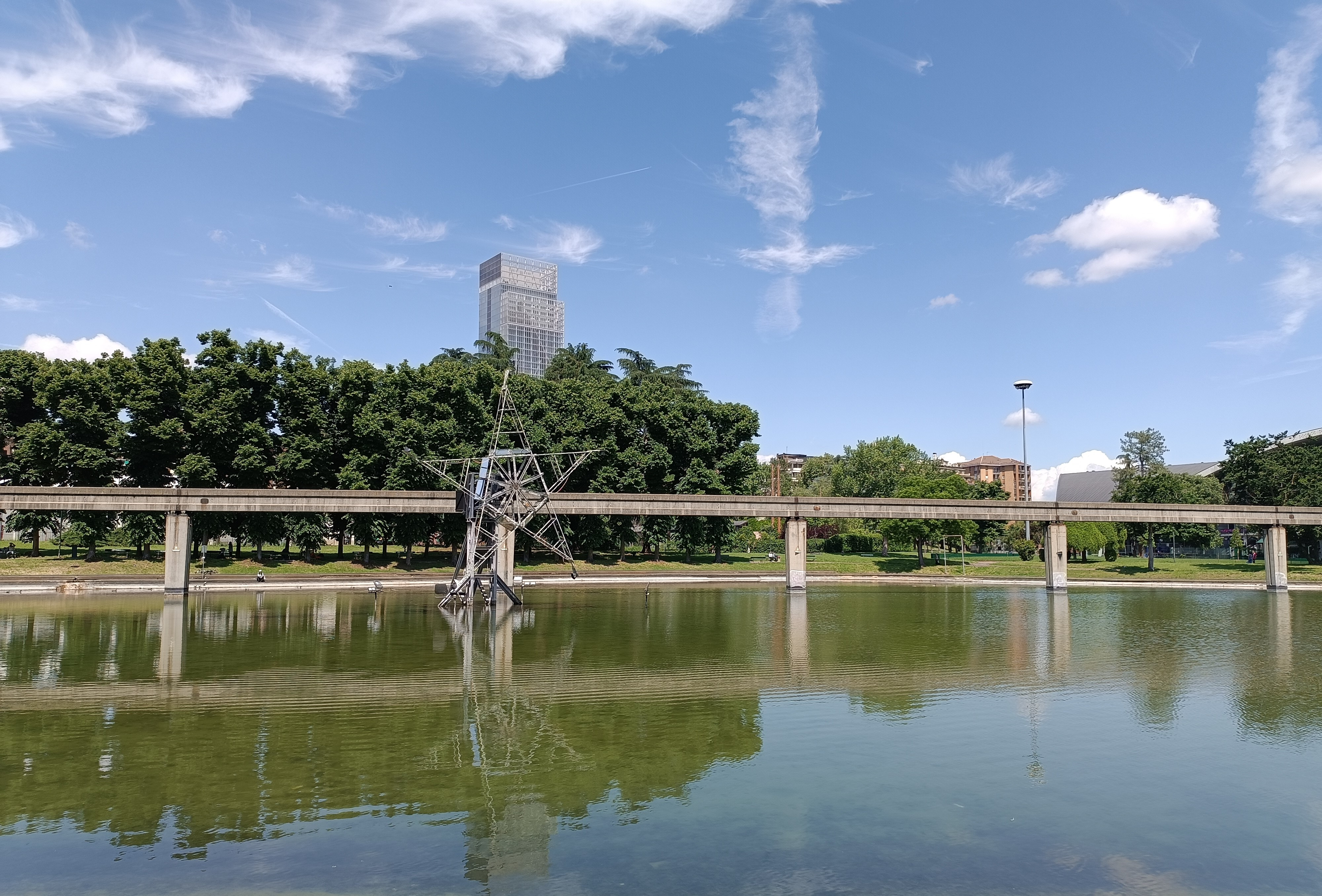
Laghetto di Italia '61 con il grattacielo della Regione Piemonte sullo sfondo
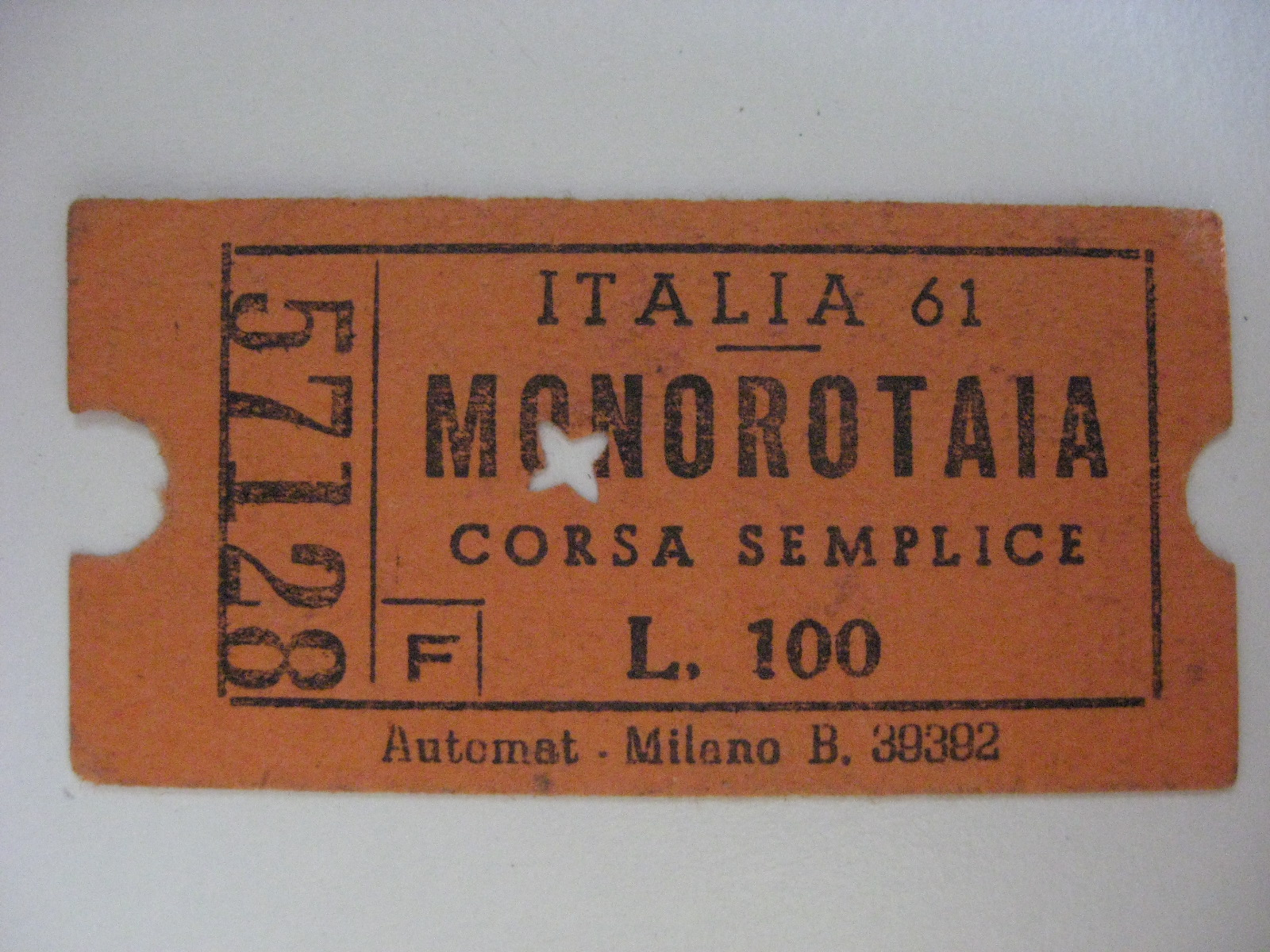
Un biglietto della monorotaia

### Testi di approfondimento
- Carlo Bertolotti, La monorotaia Alweg a Torino, in L'Industria Italiana del Cemento, anno XXXI, n. 6, Roma, AITEC, giugno 1961,  pp. 289-304, ISSN 0019-7637 (WC · ACNP).
- Francesco Bruera, La monorotaia ALWEG di Torino, in I Treni, n. 402, Salò, Editrice Trasporti su Rotaie, aprile 2017,  pp. 32 ss., ISSN 0392-4602 (WC · ACNP).